# Ciudad Magazine
Ciudad Magazine (anteriormente Magazine) es un canal de televisión por suscripción argentino, pertenece al Grupo Clarín y es operado a través de Artear.

## Historia
El canal comenzó sus transmisiones el 9 de enero de 1995. Durante los años 2000, Ciudad Magazine se enfocó en la emisión de producciones independientes, programas educativos y largometrajes. En 2008, asumió como director del canal Eduardo "Coco" Fernández. El canal estrenó nuevos programas y nuevas gráficas.
En agosto de 2014, como parte de su adecuación a la Ley de Servicios de Comunicación Audiovisual, el Grupo Clarín decide vender sus acciones pertenecientes a la empresa IESA (Inversora de Eventos S.A.). Fueron vendidas al fondo inversor estadounidense 34 South Media LLC. Antes de su venta, el canal Magazine fue agregado a IESA, propiedad hasta entonces de Artear. Con el cambio de gobierno, la emisora vuelve a pertenecer al Grupo Clarín, en enero de 2016.
En mayo de 2016, se incorpora a la parrilla digital de la cableoperadora Telecentro, por en el canal 506.
En mayo de 2017, se la renombra Ciudad Magazine fusionando los contenidos del portal Ciudad.com y el canal Magazine. El 19 de mayo, se lanzó oficialmente la señal HD del canal a través de Cablevisión.
Nuevamente en 31 de julio del 2017, se cambia el logo con una bola de circulo con colores naranja y amarillo.
El 3 de abril de 2018, se estrenaron dos ciclos matutinos El Club de la Mañana, reemplazando a Informadísimos y Flor de tarde ocupando el hueco que dejó BDV, todo el año. 
El 7 de octubre de 2019, DirecTV incorporó a su parrilla Ciudad Magazine HD (canal 1236) junto a Quiero Música HD y Canal (á) HD.

## Logotipos

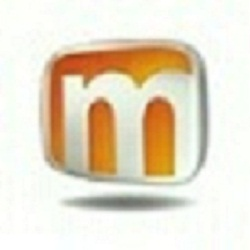
Magazine (2004-2008)
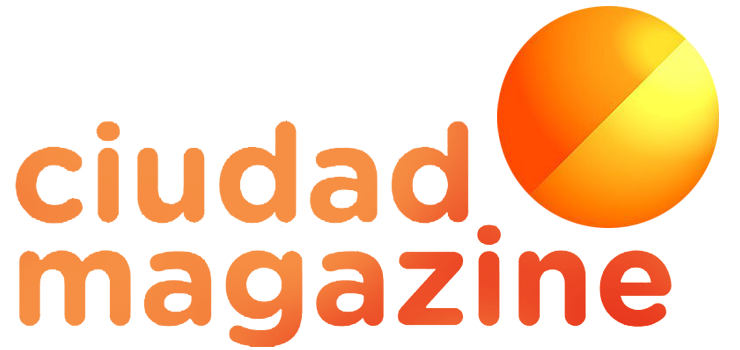
(2017-presente)

## Eslóganes
- 1998-2004: Un canal como la gente
- 2004-2008: Lo mejor está por venir
- 2008-2012: Donde está lo bueno
- 2012-2015: El lugar del espectáculo
- 2015-2017: Pasión por el espectáculo
- 2017: Ciudad
- 2017-2018: Un espectáculo
- Desde 2018: Todo el espectáculo

## Premios Los Más Clickeados
Ciudad Magazine distingue a "Los Más Clickeados", el premio a las estrellas que más brillan en el mundo digital. Esta entrega se hace desde el 2012.

### Ediciones
| Año  | Premios |
| ---- | --- |
| 2012 | Más Clickeado de oro: Marcelo Tinelli Los Más Clickeados: Paula Chaves, Luciana Salazar, Pedro Alfonso, Lali, Cristian U., Alejandro Fantino, Cinthia Fernández, Jimena Barón, Karina Jelinek, Mariano Iúdica, Tito Speranza, Peter Lanzani, Marcelo Polino, Tano Pasman, Marcelo Tinelli, Susana Giménez, Adrián Suar, Jorge Rial, Luisana Lopilato, Coki Ramírez y José María Listorti. |
| 2013 | Los Más Clickeados: Tini, Evelyn von Brocke, Victoria Xipolitakis, Vitto Saravia, Marina Calabró, Fátima Florez, Luis Ventura, Alejandro Fantino, Lali, Pedro Alfonso, Peter Lanzani, Silvina Escudero, Magdalena Bravi, Amalia Granata, Marcelo Tinelli, Adrián Suar, Jorge Rial, Paula Chaves, Susana Giménez, Viviana Canosa, Charlotte Caniggia, Mirtha Legrand, Natalia Oreiro, Guillermina Valdés, Pampita, Benjamín Vicuña, Florencia Peña, Andy Kusnetzoff, Karina "La Princesita", Wanda Nara y Verónica Ojeda Premio ciudad: Amalia Granata |
| 2015 | Más Clickeado de oro: Lali Los Más Clickeados: Mariano Martínez, Lali, Adrián Suar, Verónica Lozano, Mariana Fabbiani, Andy Kusnetzoff, Alejandro Fantino, Peter Lanzani, Jimena Barón, Francisco Delgado, Marian Farjat, Gabriel Rolón, Christophe Krywonis, Victoria Xipolitakis, Laurita Fernández, Ergün Demir, Ailén Bechara, Zaira Nara, Mirtha Legrand, Jorge Rial, Marley, Soledad Silveyra, Pamela David, Nicolás Vázquez, Tini, Pedro Alfonso, Paula Chaves, Cinthia Fernández, Federico Bal, Bárbara Vélez, Oriana Sabatini y Lourdes Sánchez Más clickeado de la historia: Marcelo Tinelli |
| 2016 | Más Clickeado de oro: Pampita Los Más Clickeados: Marcelo Tinelli, Jorge Rial, Mirtha Legrand, Susana Giménez, Guido Kaczka, María del Cerro, Ivana Nadal, El Polaco, Nicole Neumann, Federico Bal, Laurita Fernández, Lali, Adrián Suar, Bárbara Vélez, Lourdes Sánchez, Griselda Siciliani, Charlotte Caniggia, Olivia Alfonso y Pedro Alfonso. |
| 2017 | Más Clickeado de oro: Jimena Barón Los Más Clickeados: Verónica Lozano, Laurita Fernández, Rocío Guirao Díaz, Jésica Cirio, Lourdes Sánchez, Franco Masini, Florencia Vigna, Mica Viciconte, José Bianco, Denise Dumas, Marcela Tauro, Karina Jelinek, Tyago Griffo, Ángel de Brito, Jimena Barón, Luisana Lopilato, Marcelo Tinelli, Adrián Suar, Griselda Siciliani, Susana Giménez, Pampita, Pico Mónaco, Marley, Nicole Neumann, Jorge Rial, Mirtha Legrand y Bárbara Vélez. Mejor canal de YouTube: Kevsho Tuitera del año: Florencia Vigna Mejor fanpage de Facebook: Lali Instagramer del año: Belu Lucius |
| 2018 | Más Clickeado de oro: Laurita Fernández Los Más Clickeados: Sol Pérez, Florencia Peña, Soledad Fandiño, Laurita Fernández, Maite Lanata, Lizy Tagliani, Mica Viciconte, Gastón Soffritti, Peter Lanzani, Julieta Nair Calvo, Jey Mammón, Ángel de Brito, Sofía Morandi, Julián Serrano, Andy Kusnetzoff, Lourdes Sánchez, Luciana Salazar, Jujuy Jiménez, Florencia de la V, Marcelo Polino, Yanina Latorre, Marcelo Tinelli, Adrián Suar, Mirtha Legrand, Jorge Rial, Guido Kaczka, Marley, Mirko Wiebe, Lali, Cris Morena, Pampita, Flavio Mendoza, Florencia Vigna, Jimena Barón, Ángela Torres, Ailén Bechara y Nati Jota. Premio Brahma al Influencer con más flow: El Demente Tuitera del año: El mundo de Floxie Mejor fanpage de Facebook: Un metro adelantado Instagramer del año: Dani La Chepi |
| 2019 | Más Clickeado de oro: Pampita Los Más Clickeados: Karina "La Princesita", Verónica Lozano, Florencia de la V, Andy Kusnetzoff, Morena Rial, Alejandra Maglietti, Lizy Tagliani, Lourdes Sánchez, Luis Novaresio, Martín Baclini, Graciela Alfano, Federico Bal, Nicolás Occhiato, Sofía Morandi, Florencia Jazmín Peña, Sol Pérez, Pampita, Cinthia Fernández, Marcelo Tinelli, Jorge Rial, Mirtha Legrand, Yanina Latorre, Ángel de Brito, Florencia Vigna, Laurita Fernández, Lali, Tini, Nicole Neumann, Mica Viciconte y Leticia Siciliani. Programa más Clickeado: Los ángeles de la mañana Mejor canal de YouTube: Los Displicentes Tuitera del año: Anónima me hicieron Mejor fanpage de Facebook: Cami Camila Instagramer del año: Belu Lucius                                                    |
| 2020 | Más Clickeado de oro: Ángel de Brito Los Más Clickeados: Laurita Fernández, Verónica Lozano, Pampita, Juana Viale, Lizardo Ponce, Nicole Neumann, Nacha Guevara, Agustín Sierra, Karina "La Princesita", Carina Zampini, Federico Bal, Darío Barassi, Rodrigo Lussich, Moria Casán, Adrián Pallares, Lourdes Sánchez, Noelia Marzol, Guido Kaczka, Hernán Drago, Paula Chaves, Mariana Brey, Cinthia Fernández, Santiago del Moro, El Pollo Álvarez, Gabriela Sobrado y Lizy Tagliani. Instagramer del año: Daniela López (@soydadatina) TikToker del año: Pía Scarnato (@piascarnato) Tuitero del año: Nachosan (@_nachosan) Youtuber del año: Pablo Agustín |
| 2021 | Más Clickeado de oro: Darío Barassi Los Más Clickeados: Pampita, Marcelo Tinelli, Ángel de Brito, Adrián Suar, Jimena Barón, Federico Bal, Guillermina Valdés, Darío Barassi, Nicole Neumann, Juana Viale, Agustina Cherri, Carmen Barbieri, Lourdes Sánchez, Lizardo Ponce, Guido Kaczka, Dani La Chepi, El Pollo Álvarez, Laurita Fernández, Marley, Damián Betular, Florencia Vigna, Stefanía Roitman, Agustín Sierra, Bárbara Vélez y Rodrigo Lussich. Instagramer del año: Santiago Maratea TikToker del año: Pablito Castillo Tuitero del año: Facundo Milanessi (@FMilanessi) Youtuber del año: Lucas Baini |
| 2022 | Más Clickeado de oro: Benjamín Vicuña Los Más Clickeados: Estefanía Berardi, Laurita Fernández, Pampita, Alejandra Maglietti, Camila Homs, Benjamín Vicuña, Nazarena Di Serio, Rodrigo Lussich, Marcelo Tinelli, Bárbara Franco, Carmen Barbieri, Bárbara Silenzi, Adrián Pallares, Locho Loccisano y Majo Martino. |
| 2023 | Más Clickeado de oro: Carmen Barbieri Los Más Clickeados: Benjamín Vicuña, Julieta Poggio, Daniela Celis, Coti Romero, Wanda Nara, Sarah Burlando, Chino Leunis, Carmen Barbieri, Beto Casella, Edith Hermida, Noelia Marzol, Julieta Castro, Chopa Montoya, Fermín Bo y Victoria Xipolitakis |
| 2024 | Más Clickeado de oro: Alberto Cormillot Los Más Clickeados: Luis Ventura, Furia, Pampito, Jimena Monteverde, Yuyito González, Guido Kaczka, El Pollo Álvarez, Sabrina Rojas, Florencia Vigna, Tomás Dente, Franco Colapinto, Estefanía Pasquini, Camila Deniz, Matías Vázquez, Florencia de la V, Mica Viciconte, Fabián Medina Flores, Paula Bernini, Chino Leunis, Alejandra Maglietti, Matías Bertolotti, Dalma Maradona, Griselda Siciliani, Juana Viale, Mirtha Legrand y Emilia Attias. Mejor conducción: Nicolás Occhiato Mejor panelista: Julieta Castro Revelación: Ana Espósito Humor: Lucas Spadafora TikToker: More Andrade Instagramer: Luli de los Cruceros Youtuber: Boffe FX |